# Oribatella tyrrhenica
Oribatella tyrrhenica är en kvalsterart som beskrevs av Bernini 1975. Oribatella tyrrhenica ingår i släktet Oribatella och familjen Oribatellidae. Inga underarter finns listade i Catalogue of Life.